# Brandstorps distrikt
Brandstorps distrikt er et folkebogføringsdistrikt i Habo kommun, og det ligger i Västergötland og Jönköpings län i Sverige.
Distriktet ligger ved Vätterns vestbred og allerlængst mod nord i kommunen.
Distriktet blev oprettet den 1. januar 2016, og det består af det tidligere Brandstorps Sogn (Brandstorps socken). Geografisk har området den samme udstrækning, som Brandstorps Menighed (Brandstorps församling) havde ved årsskiftet 1999/2000.

## Kommunal historie
Ved kommunalreformen i 1952 blev kommunerne Gustav Adolf og Habo lagt samman som storkommunen Habo. Brandstorps kommun kom samtidig til at indgå i storkommunen Fågelås.
Ved næste kommunalreform indgik Habo-Mullsjö i en såkaldt kommuneblok, men denne blev aldrig færdigdannet.
I 1973 blev Habo lagt sammen med Brandstorps församling (sogn) fra den opløste Fågelås kommun og dannede den nye Habo kommun.
Ved dannelsen af Västra Götalands län i 1998 blev kommunen og naboen Mullsjö overført fra Skaraborgs län til Jönköpings län, efter indbyggerne havde stemt for det i en vejledende folkeafstemning.
58°06′05″N 14°11′08″Ø / 58.10139°N 14.18556°Ø